# 肯尼思·库克耶
肯尼思·库克耶（1968年—）是一位美国记者和作家，常为《经济学人》撰稿，主要作品有《大数据时代：生活、工作与思维的大变革》（Big Data: A Revolution that Will Transform How We Work, Live and Think，与維克多·麥爾-荀伯格合著）等。